# دانیلو لازویچ
دانیلو لازویچ (سیریلیک صربی: Данило Лазовић؛ ۲۵ نوامبر ۱۹۵۱ – ۲۵ مارس ۲۰۰۶) بازیگر اهل صربستان بود.